# Baurioidea
Die Baurioidea oder Bauriamorpha sind eine ausgestorbene Gruppe von Landwirbeltieren aus der Gruppe der Therapsiden („säugetierähnliche Reptilien“), die vom Oberperm bis zur Untertrias lebten. 

## Merkmale
Baurioiden waren eher klein bis mittelgroß, ihre Schnauze war kurz. Ihre mit verbreiterten Zahnkronen versehenen Backenzähne sind konvergent zu denen späterer herbivorer Cynodonten und zeigen, dass sie faserreiche pflanzliche Nahrung gefressen haben. Die postorbitale Knochenspange, die die Orbita von den kurzen Schädelfenstern abtrennte, ist verschwunden. Die Scheitelbeine waren flach und schmal, das Loch für das Scheitelauge fehlt bei vielen Formen, das Postfrontale (Hinterstirnbein) bei allen. Sie hatten einen fast voll ausgebildeten sekundären Gaumen, der ohne Beteiligung des Palatinums gebildet wurde. Er erlaubt das Atmen bei gleichzeitiger Nahrungsaufnahme und ist neben der möglichen Trennung der Brust- und Bauchhöhle durch ein Zwerchfell ein Anzeichen für eine höhere Stoffwechselrate und Endothermie. Die Phalangenformel beträgt 2.3.3.3.3.

## Systematik
Kuhn gibt für die Bauriamorphen 9 Familien und 45 Gattungen an. Früher waren viele Paläontologen der Ansicht, dass sie dem Ursprung einiger Säugetiergruppen nahestehen. Heute gelten dagegen die Cynodontia als alleinige Stammgruppe der Säugetiere.